# Turpial de dors taronja
El turpial de dors taronja (Icterus croconotus) és un ocell de la família dels ictèrids (Icteridae).

## Hàbitat i distribució
Habita la selva i boscos de Sud-amèrica, a la Amazònia i sud del Brasil, centre de Bolívia, Paraguai i nord de l'Argentina.